# 斎藤信治 (哲学者)
斎藤 信治（齋藤 信治さいとう しんじ、1907年9月29日 - 1977年1月1日）は、西洋哲学研究者。山形県酒田市出身。

## 人物
1925年酒田市甲種商業学校卒、山口銀行東京支店勤務、1931年早稲田大学文学部西洋哲学科卒、1934年東北帝国大学法文学部哲学科卒、1935年同副手、1936年同法学部助手、1939年大東協会調査員嘱託、1940-1942年イスラム研究のためエジプト大学に学ぶ。1947年北海道帝国大学法文学部助教授、1951年7月北海道大学文学部教授、12月神戸大学文理学部教授、1954年中央大学文学部教授。
1957年「イロニーの研究」で北海道大学文学博士。1961-1962年渡欧しマルティン・ハイデッガーに面会している。

## 著書
- 『実存の形而上学』桜井書店 1944
- 『沙漠的人間 回教世界への哲学的随筆』桜井書店 1946、復刻・三恵社 2005
- 『実存主義者の時局観』学芸書房 1955、改訂1958
- 『哲学初歩』東京創元社 創元選書 1960、改訂1981
- 『ソクラテスとキェルケゴール イロニーの概念』学芸書房 哲学選書 1968
- 『エジプト通信』みちのく豆本 1977

### 翻訳
- マルティン・ハイデッガー『ヘルダーリンと詩の本質』理想社出版部 1938
- マルティン・ハイデッガー『根拠の本質』理想社出版部 1939。新版・各「選集」
- ハンス・ハインリッヒ・シェーデル『回教に於ける個体』理想社 1944
- キェルケゴール『死に至る病』岩波文庫 1939、改訳1957、改版2010
- キェルケゴール『不安の概念』岩波文庫 1951、改版1979
- シヨウペンハウエル『自殺について 他四篇』岩波文庫 1952、改版1979
- ショウペンハウエル『哲学入門』旺文社文庫 1969
- 『フォイエルバッハ』桑山政道共訳 福村出版 1971